# Avast Antivirus
Аваст антивирус је породица апликација за интернет безбедност на више платформи које је развио Gen Digital за Microsoft Windows, MacOS, Android и IOS. Аваст нуди бесплатне и плаћене производе који између осталих услуга пружају безбедност рачунара, безбедност претраживача, антивирусни софтвер, заштитни зид и др. 
Бесплатна верзија је основни производ у Аваст линији. Пружа важне безбедносне функције као што су заштита од малвера, заштита од крађе идентитета, праћење цурења података и Wi-Fi безбедносно скенирање.  Следећи ниво укључује напредне функције као што су заштита одрансомвера у реалном времену, заштита веб камере и заштита удаљеног приступа.  Avast Ultimate комбинује Avast Premium Security са додатним услугама. 
Аваст је лансирао бесплатни пословни производ у фебруару 2015. Укључује антивирусну заштиту, скенирање веб претњи, заштиту претраживача и конзолу за управљање облаком. 
Од јануара 2015. Аваст је имао највећи удео на тржишту антивирусних апликација. Аваст је 2016. имао више од 400 милиона корисника и 40 % антивирусног тржишта ван Кине.  Аваст интегрише више од 750 запослених у свом седишту у Чешкој Републици и има канцеларије у Сједињеним Државама, Немачкој, Кини, Јужној Кореји и Тајвану. У септембру 2016. завршио је куповину AVG Technologies, историјски ривалске компаније, за 1,3 милијарде долара. 
У јануару 2020. више извора вести је известило да Аваст антивирус, преко подружнице, продаје историју прегледања корисника бесплатне верзије производа. Иако је компанија тврдила да су сви подаци „деидентификовани“, објављено је да би продати подаци у неким случајевима могли бити повезани са стварним идентитетима људи, откривајући сваки клик и претрагу који су направили.    Као одговор, Аваст је најавио да ће затворити подружницу због кршења приватности података.  У фебруару 2024. Федерална трговинска комисија казнила је Аваст са 16,5 милиона долара због прикупљања корисничких података. 